# Прессат
Прессат (нем. Pressath) — город и городская община в Германии, в земле Бавария.
Подчинён административному округу Верхний Пфальц. Входит в состав района Нойштадт-ан-дер-Вальднаб. Подчиняется управлению Прессат. Население составляет 4378 человек (на 31 декабря 2010 года). Занимает площадь 66,31 км². Официальный код — 09 3 74 149.
Первое упоминание о населённом пункте датируется 1124 годом, где город упоминается как Прессатер (нем. Pressather).

## Население
По оценке на 31 декабря 2015 года население общины Прессат составляет 4338 чел. 

| Дата      | 1840 | 1871 | 1900 | 1925 | 1939 | 1950 | 1961 | 1970 | 1987 | 2011 |
| --------- | ---- | ---- | ---- | ---- | ---- | ---- | ---- | ---- | ---- | ---- |
| Население | 3008 | 3216 | 2981 | 3118 | 3283 | 4615 | 4693 | 4947 | 4572 | 4425 |

| Год       | 1960 | 1970 | 1980 | 1990 | 2000 | 2009 | 2010 | 2011 | 2012 | 2013 | 2014 | 2015 |
| --------- | ---- | ---- | ---- | ---- | ---- | ---- | ---- | ---- | ---- | ---- | ---- | ---- |
| Население | 4656 | 4910 | 4527 | 4626 | 4650 | 4449 | 4378 | 4402 | 4423 | 4394 | 4429 | 4338 |